# ロボット・フォン
ロボット・フォン（IPロボットフォン）は、クマのぬいぐるみの形をしたIP電話。東京大学との産学連携によって2003年11月にイワヤから製品化された。
シャープが2016年から販売しているモバイル型ロボット「RoBoHoN」は無関係。

## 概要
インターネットを介して、会話しながら自分側のクマのぬいぐるみ（ロボット）を動かすと、相手側のロボットもその通りに動くというもの。相手がロボットを持っていない場合は、専用アプリケーションソフトを相手のパソコンにインストールすれば、アプリケーション内のクマを動かすことができる。
音声と共に、ぬいぐるみの形状データも送信できるので、コミュニケーションの幅が広がる。マルチモーダル・インタフェースの一例である。東京大学教授・舘暲が提唱するバーチャルリアリティのコンセプトである、Rキューブ（リアルタイム・リモート・ロボティクス＝実時間・遠隔・ロボティクス）を取り入れたコミュニケーション・ツール。
2003年11月、おもちゃメーカーのイワヤによって製品化された。遠隔操作を発展させた最先端のロボット技術を持つ東京大学・舘研究室の研究した技術を用い、イワヤの中野殖夫と東京大学の関口大陸が開発を担当、両者を結びつけたのが東京大学先端科学技術研究センターの中野八千穂で、産学連携の一例である。

## テレビ番組
- 日経スペシャル ガイアの夜明け ＜シリーズ日本の知を問う 2＞ 大学は宝の山だ！！ 〜産学連携が未来のヒットを創る〜（2003年12月16日、テレビ東京）[3]。

## 関連語
- 舘研究室
- イワヤ
- Rキューブ
- テレプレゼンスロボット − 遠隔操作とロボット工学を組み合わせて、遠く離れたある場所に存在（プレゼンス）させる技術。